# Prima Donkey
Prima Donkey was een Belgische gelegenheidsband die ontstond door een idee van Gunter Nagels (frontman van Donkey Diesel) die op verzoek van de Ancienne Belgique samen met Rudy Trouvé een liveband oprichtte met muzikanten met verschillende achtergronden, en bestond uit leden van Laïs, DAAU, Cro Magnon, The Seatsniffers en The Internationals. Oorspronkelijk werd Prima Donkey opgericht als band die eenmalig een optreden zou geven, maar uiteindelijk volgden verschillende voorstellingen, onder meer op Pukkelpop, Crossing Border en De Nachten.
De band bracht één album uit met een mengeling van akoestische muziek, blues, klezmer en bossanova. Naast eigen nummers staan er drie covers op het album, met name Jesus built my hot rod van Ministry en Gypsy Solitaire van Fraser & Debolt. Als verborgen track is er tot slot een cover van het nummer Lilali van Kim Kay.
Doordat ze binnen de samenwerking in Prima Donkey cellist Simon Lenski leerden kennen, koos Laïs ervoor om het volgende album met hem op te nemen, wat in 2009 resulteerde in Laïs Lenski.

## Discografie
- Prima Donkey's Rythme Exotique (PIAS 2006)